# هاني فينزيل
هاني فينزيل (بالألمانية: Hanni Wenzel)‏ (و. 1956  م) هي متزحلقة ليختنشتاينية، ولدت في اشتراوبينغ، شاركت في الألعاب الأولمبية الشتوية 1976، والتزلج على المنحدرات الثلجية في الألعاب الأولمبية الشتوية 1980 – سيدات سباق التعرج العملاق ‏، والتزلج على المنحدرات الثلجية في الألعاب الأولمبية الشتوية 1976 – سيدات متعرج ‏، والتزلج على المنحدرات الثلجية في الألعاب الأولمبية الشتوية 1980 – سيدات انحدار ‏، والألعاب الأولمبية الشتوية 1980، والتزلج على المنحدرات الثلجية في الألعاب الأولمبية الشتوية 1980 – سيدات متعرج ‏.

## جوائز
حصلت على جوائز منها:
- جائزة المتزلج الذهبي  [لغات أخرى]‏ (1980).

## روابط خارجية
- هاني فينزيل على موقع الاتحاد الدولي للتزلج (التزلج على المنحدرات الثلجية) (الإنجليزية)
- هاني فينزيل على موقع اللجنة الأولمبية الدولية (الإنجليزية)
- هاني فينزيل على موقع أوليمبيديا (الإنجليزية)